# Zac MacMath
Zachary Michael MacMath (St. Petersburg, 7 agosto 1991) è un calciatore statunitense, portiere del Real Salt Lake.